# لاچلان مکواری
لاچلان مکواری (انگلیسی: Lachlan Macquarie; ۳۱ january ۱۷۶۲ – ۱ ژوئیهٔ ۱۸۲۴) سیاست‌مدار اهل استرالیا بود. وی همچنین برندهٔ جوایزی همچون نشان حمام شده‌است.